# وینچنزو دی لیگوری
وینچنزو دی لیگوری (انگلیسی: Vincenzo De Liguori؛ زادهٔ ۵ اکتبر ۱۹۷۹) بازیکن فوتبال اهل ایتالیا است.
از باشگاه‌هایی که در آن بازی کرده‌است می‌توان به باشگاه فوتبال آنکونا، باشگاه فوتبال یووه استابیا، و باشگاه فوتبال بنونتو اشاره کرد.